# Juris Laizāns
Juris Laizāns (Riga, Unión Soviética, 6 de enero de 1979) es un exfutbolista letón que jugaba de centrocampista. Fue internacional en 113 ocasiones con la selección de fútbol de Letonia.
Se retiró el 11 de abril de 2014 e inmediatamente se incorporó al FC Krasnodar como ojeador.

## Clubes
| Club                 | País    | Año       |
| -------------------- | ------- | --------- |
| Skonto Riga          | Letonia | 1997-2000 |
| PFC CSKA Moscú       | Rusia   | 2001-2005 |
| FC Torpedo Moscú     | Rusia   | 2005      |
| FC Rostov            | Rusia   | 2006      |
| FC Kuban Krasnodar   | Rusia   | 2007      |
| FC Shinnik Yaroslavl | Rusia   | 2008      |
| JFK Olimps           | Letonia | 2009      |
| FK Ventspils         | Letonia | 2009      |
| Skonto Riga          | Letonia | 2010      |
| FC Salyut Belgorod   | Rusia   | 2010      |
| Skonto Riga          | Letonia | 2011      |
| FC Fakel Vorónezh    | Rusia   | 2011-2012 |
| Skonto Riga          | Letonia | 2012-2014 |